# Mr.&Mrs. スミス
『Mr.&Mrs. スミス』（ミスターアンドミセス・スミス、原題: Mr. & Mrs. Smith）は、2005年のアメリカ合衆国のアクション映画。

## ストーリー
結婚して5､6年が経ち、倦怠期に突入した夫婦、ジョンとジェーンは、互いのあり方を見直すためにカウンセリングに訪れる。「現在10点満点中どの程度幸せか」という問いには8点と答えるも、少し踏み込んだ質問をされると言葉を濁す。カウンセラーは次に2人の出会いについて問う。
2人はコロンビアのボゴタで、殺人犯を捜索していた現地の警官に呼び止められる。警官は一人旅の旅行者を捜索していたため疑惑をかけられ、難を逃れるべく互いに武器を取り出そうとしたが、偶然その場に居合わせた2人は「連れだ」と口裏を合わせ、二人旅と偽る形で出会って約6週間後に結婚した。
ジョンは建築設計事務所を、ジェーンはコンピュータサーバーの管理会社を経営していると言うが、その正体は互いに競合する組織の下で活動している暗殺のプロであり、仕事や用事と言いながら日々仕事をこなし、互いに素性を偽って生活していた。
秘密を隠したまま時は過ぎ、2人の生活は悶々としたものとなっていく。
ある時2人はベンジャミン・ダンズという人物の暗殺を、自らが所属する組織から別々に依頼される。ジェーンはメキシコの国境近くの道に爆弾を仕掛け、護送中のダンズを爆殺しようと試みるも、同じく依頼を受けたジョンがバギーでやって来てしまう。到着したジョンがダンズを確認すると、バギーから対戦車ロケット砲を取り出す。一連の行動を双眼鏡で見ていたジェーンはそれがジョンだとは知らず彼を狙撃、しかし防弾チョッキにより一命を取り留めたジョンもやはりジェーンと知らずに彼女に向けてロケット砲を放った。互いに無事だったものの、肝心のダンズ暗殺はどちらも果たすことができなかった。
ニューヨークに帰った2人は、仕事を目撃した相手を48時間以内に抹殺することになったため、それぞれお互いの仕事を邪魔した相手を探し始める。2人はすぐに相手が自分の結婚相手であることを特定。その夜、互いに素性が分かった2人は自宅に帰り、緊張感漂う中で相手の動きを伺いながら夕食を取り始める。互いに正体を確信し、ジェーンはすぐさま車で逃走、ジョンも走って追うも結局2人が話し合うことは無かった。互いの正体に2人は共にショックを受け、それと同時に相手を殺すことを決意する。
それからジョンとジェーンの出し抜き合いが始まり、互いに命を狙うも悉く失敗する。最終的にプロポーズした店で互いに宣戦布告。その後、自宅での銃撃戦が始まった。しかし、お互い本気で相手を殺すことは出来なかった。程なく2人は争いを止め、互いに心の内を暴露し合う。
ところが、朝になり暗殺チームが2人を抹殺しにやってくる。暗殺チームの爆弾が灯油タンクを直撃し、家は全て吹き飛んだが、暗殺チームも全滅した。しかし、その後、車で逃走する2人を3台のBMWが追ってきた。BMWを撃退しながら「実は俺、前に結婚してたことがあるんだ」「実は、私の両親は子供のころに亡くなったの」などと2人で本当の自分を語り合う。
その後、勾留されているダンズを誘拐して問い詰めたところ、ジョンとジェーンがそれぞれ属するライバル同士の組織が、ジョンとジェーンが結婚していたことを不都合に思い、共同でダンズ暗殺を演出したことがわかった。実はダンズが標的なのではなく、 ダンズをおとりにして、2人がお互いを殺しあうことを計画していたのである。
ダンズのもつ発信機により居場所を特定されたジェーンとジョンは、再び新手の暗殺チームに追われる。夜間閉店中の百貨店に逃げ込み、2人で暗殺チームと激しい銃撃戦を展開した。気が付くと暗殺チームは全滅し、2人は生き残った。
カウンセラーは前の週はどう過ごしたのか聞く。「正直言うと、先週は妻を殺してやろうと思ったんですよ」「お互いにね・・・あ、家を新しくするんですよ」と明るく笑いながら語るジョンとジェーン。「お2人とも気が付いておられると思いますが、2人の関係は・・・」と話し始めたカウンセラーを遮って、「セックスのことを聞いてもらえませんか」と頼むジョン。「それでは・・・」「10点」

## キャスト
ジョン・スミス
演 - ブラッド・ピット
表向きはスミス設計事務所の経営者。裏の顔は動物的なカンの鋭さで修羅場をくぐってきた一匹狼の殺し屋。
ジェーン・スミス
演 - アンジェリーナ・ジョリー
表向きはコンピュータ・サーバの管理者。裏の顔は女だけの暗殺チームのリーダー。計画的に物事を進めるタイプ。
エディ
演 - ヴィンス・ヴォーン
ジョンの親友で同業。正体がバレて家に居られなくなったジョンを匿い、ジェーンを殺すように諭す。離婚を経験しており、中年になった今でも母親と同居している。
ベンジャミン・ダンズ
演 - アダム・ブロディ
通称「タンク」。組織の失脚を望む危険な存在とみられていたが実は囮で組織での最初の大きな仕事が、ジョンとジェーンの標的になることだった。
ジャスミン
演 - ケリー・ワシントン
ジェーンの同僚で親友。同じく正体がバレて家に居られなくなったジェーンを匿う。
ファーザー
演 - キース・デイヴィッド
ジェーンを雇っている組織のボス。ほとんど声だけの出演。
マーティン・コールマン
演 - クリス・ワイツ
スミス家の隣人。後にスミス夫婦にミニバンを盗まれる。
スージー・コールマン
演 - レイチェル・ハントリー
スミス家の隣人。マーティンの妻。
グウェン
演 - ミシェル・モナハン
ジョンの仕事仲間。ジョンが拾ってきた、焼け焦げたジェーンのPCの解析を頼まれる。
アトランタ
演 - アンジェラ・バセット（クレジットなし）
ジョンを雇っている暗殺組織のコンタクトパーソン。声だけの出演。
ウェクスラー博士
演 - ウィリアム・フィクナー（クレジットなし）
結婚カウンセラー。スミス夫妻のカウンセリングを行う。カウンセリングのためとはいえ躊躇なく過激な質問をするが患者のことはちゃんと考えている。声だけの出演。

## 日本語吹替
| 役名                   | 俳優                     | 日本語吹替                                                                                     | 日本語吹替 | 日本語吹替 | 日本語吹替    |
| 役名                   | 俳優                     | ソフト版                                                                                       | 日本テレビ版 | テレビ朝日版 | 機内上映版    |
| ---------------------- | ------------------------ | ---------------------------------------------------------------------------------------------- | --- | --- | ------------- |
| ジョン・スミス         | ブラッド・ピット         | 山寺宏一                                                                                       | 堀内賢雄 | 山寺宏一 | 宮内敦士      |
| ジェーン・スミス       | アンジェリーナ・ジョリー | 湯屋敦子                                                                                       | 山田美穂 | 深見梨加 | 安藤麻吹      |
| エディ                 | ヴィンス・ヴォーン       | 小山力也                                                                                       | 内田直哉 | 江原正士 | 原康義        |
| ベンジャミン・ダンズ   | アダム・ブロディ         | 浪川大輔                                                                                       | 岡野浩介 | 藤田圭宣 |               |
| ジャスミン             | ケリー・ワシントン       | 魏涼子                                                                                         | 佐古真弓 | 小林さやか | 沢海陽子      |
| ファーザー             | キース・デイヴィッド     | 田原アルノ                                                                                     | 手塚秀彰 | 柴田秀勝 |               |
| マーティン・コールマン | クリス・ワイツ           | 檀臣幸                                                                                         | 登場シーンカット                                                                                                   | 村治学 |               |
| スージー・コールマン   | レイチェル・ハントリー   | 林真里花                                                                                       | 登場シーンカット                                                                                                   | 雨蘭咲木子 |               |
| グウェン               | ミシェル・モナハン       | 浅野まゆみ                                                                                     | 松下こみな | 田村真紀 |               |
| アトランタ             | アンジェラ・バセット     | 五十嵐麗                                                                                       | 沢海陽子 | 来宮良子 |               |
| ウェクスラー博士       | ウィリアム・フィクナー   | 牛山茂                                                                                         | 金尾哲夫 | 森田順平 |               |
| その他                 |                          | 仲野裕 諸角憲一 田中正彦 磯部弘 遠藤純一 楠大典 島美弥子 すずき紀子 佐々木亜紀 赤城進 鈴木貴征 | 石住昭彦 藤原堅一 水野龍司 大滝寛 中村秀利 安井邦彦 羽鳥靖子 細川あゆみ 森夏姫 樫井笙人 山田智子 酒井敬幸 木下尚紀 | 樋口あかり 恒松あゆみ 山野井仁 咲野俊介 西凛太朗 中村浩太郎 田坂浩樹 加藤悦子 駒谷昌男 佐藤美一 高橋里枝 藤村歩 かぬか光明 |               |
|                        |                          |                                                                                                | | |               |
|                        |                          |                                                                                                | | |               |
| 演出                   |                          | 市来満                                                                                         | 向山宏志 | 鍛治谷功 |               |
| 翻訳                   |                          | 松崎広幸                                                                                       | 松崎広幸 | 原口真由美 |               |
| 調整                   |                          | 堀内唯史                                                                                       | 金谷和美 | 金谷和美 兼子芳博 |               |
| 制作                   |                          | ニュージャパンフィルム（担当：宇出喜美）                                                       | ニュージャパンフィルム（担当：宇出喜美）                                                                           | ニュージャパンフィルム（担当：宇出喜美）                                                                                   |               |
| 初回放送               |                          |                                                                                                | 2008年4月11日 『金曜ロードショー』 21:03-23:09 正味約112分                                                         | 2010年1月17日 『日曜洋画劇場』 21:00-22:54 正味約105分                                                                     | Netflixで配信 |

※20世紀フォックス ホーム エンターテイメント ジャパンより、機内版を除く3種類の吹替版を収録した「Mr. & Mrs. スミス 日本語吹替完全版」のブルーレイが2018年11月3日に、DVDは2019年4月24日にそれぞれ発売された。
※テレビ朝日版は、2013年の再放送時に放送時間の拡大に合わせて一部シーンが追加録音されほぼノーカットであるが、「Mr. & Mrs. スミス 日本語吹替完全版 ブルーレイ」に収録されている吹替音声は初回放送版であり再放送の際に追録された部分は未収録である。

## 地上波放送履歴
| 回数 | テレビ局   | 番組名             | 放送日        | 放送時間    | 放送分数 | 吹替版       | 視聴率 |
| ---- | ---------- | ------------------ | ------------- | ----------- | -------- | ------------ | ------ |
| １   | 日本テレビ | 金曜ロードショー   | 2008年4月11日 | 21:03-23:09 | 126分    | 日本テレビ版 | 14.9%  |
| ２   | テレビ朝日 | 日曜洋画劇場       | 2010年1月17日 | 21:00-22:54 | 114分    | テレビ朝日版 | 15.5%  |
| ３   | TBS        | 水曜プレミアシネマ | 2012年4月18日 | 21:00-22:54 | 114分    | 日本テレビ版 | 6.8%   |
| ４   | テレビ朝日 | 日曜洋画劇場       | 2013年6月16日 | 21:00-23:10 | 130分    | テレビ朝日版 | 12.6%  |
| ５   | 日本テレビ | 金曜ロードSHOW!    | 2016年2月5日  | 21:00-22:54 | 114分    | 日本テレビ版 | 10.4%  |
| 6    | テレビ東京 | 午後のロードショー | 2021年4月29日 | 13:55-15:55 | 120分    | ソフト版     | 4.5%   |
| 7    | NHKBSP     | シネマ             | 2021年11月1日 | 9:00-11:00  | 120分    | ソフト版     |        |

## リブート版
2021年2月に本作品の権利をAmazonスタジオが取得し、ドラマシリーズとしてリブートされることが同スタジオから発表された。2022年にAmazonプライム・ビデオで配信される予定で主人公の夫婦役として、ドナルド・グローヴァーとフィービー・ウォーラー＝ブリッジが内定していることも明らかとなったが、2021年9月13日、フィービー・ウォーラー＝ブリッジが製作側とのクリエイティブ上の意見の相違から降板することが報道された。2022年4月15日、マヤ・アースキンがフィービー・ウォーラー＝ブリッジの代役を務めることが報じられた。2024年2月2日、配信開始。

## 備考
- ジョン・スミスは英語圏に非常に多い男性名で、偽名の代名詞でもある。本作の劇中でも、「ジョン・スミス」に関する検索を命じられた部下が戸惑うシーンがある。また、ジェーンも、ありふれた女性名である。
- 2007年、マーティン・ヘンダーソンとジョーダナ・ブリュースター主演でテレビシリーズ化が企画され、パイロット版が製作されたが、結局、放送されなかった。
- ジェーン役には当初、ニコール・キッドマンがキャスティングされていたが、彼女の主演映画『ステップフォード・ワイフ』の撮影が延びたため、降板となった。
- ブラッド・ピットとアンジェリーナ・ジョリーは、本作での共演がきっかけで親しくなった。ピットは当時、ジェニファー・アニストンと結婚していたが、やがて破局となり、アンジェリーナ・ジョリーと公に交際するようになった。